# Stylaster incompletus
Stylaster incompletus is een hydroïdpoliep uit de familie Stylasteridae. De poliep komt uit het geslacht Stylaster. Stylaster incompletus werd in 1883 voor het eerst wetenschappelijk beschreven door Tenison Woods. 